# Campionato kuwaitiano di calcio
Il campionato kuwaitiano di calcio si articola su due livelli: la massima divisione è la Kuwait Premier League, mentre la seconda divisione nazionale, la Kuwait Division One è stata creata nel 2006. Entrambi i campionati sono organizzati dalla KFA. Il campionato si è svolto a partire dal 1957 ma solo nel 1962, anno di affiliazione della federazione nazionale alla FIFA, è stato organizzato con la presenza di club sportivi, in precedenza le squadre erano legate a scuole o istituzioni (esercito, polizia, etc...). 
Il sistema delle promozioni prevede una o due promozioni/retrocessioni l'anno: la prima classificata della seconda divisione accede di diritto alla Kuwait Premier League dell'anno successivo (viceversa l'ultima classificata della prima divisione retrocede automaticamente), la seconda classificata dalla Kuwait Division One affronta in uno spareggio la penultima della prima divisione per determinare l'eventuale promozione.
La federazione organizza anche un campionato riservato alle formazioni giovanili dei vari club (under-19), questo torneo è composto da 11 squadre (2012).

## Struttura
| Livello | Divisioni                        |
| ------- | -------------------------------- |
| 1       | Kuwait Premier League 10 squadre |
| 2       | Kuwait Division One 5 squadre    |